# Armen Ambartsumyan
Armen Ambartsumyan (in armeno Արմեն Համբարձումյան?; Plovdiv, 18 febbraio 1978) è un ex calciatore armeno, di ruolo portiere.